# Ekloga (literatura)

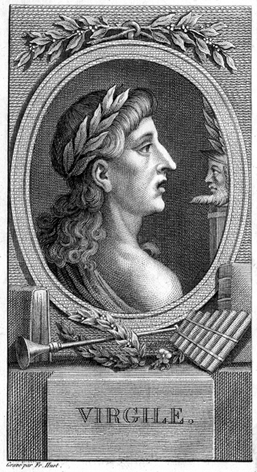
Publius Vergilius Maro, autor klasické podoby eklogy

Ekloga (z řeckého eklogé = výběr, vybraná báseň) je lyrický útvar bukolické poezie, využívající krátký veršovaný dialog. Jejím námětem je líčení harmonické krásy idylického života pastýřů, ve srovnání s idylou však zdůrazňuje více prvek rozjímavý. Ve svém obsahu pracuje s mytologickými i historickými motivy a využívá literární aluze.

## Historie
Ekloga postupně vznikala během helénistického období (například u Theokrita), ale klasickou podobu získala až ve Vergiliových Zpěvech pastýřských, kde krátké dialogy bájných pastýřů, známých z Theokrita, pojednávají o přednostech života na venkově a o citových problémech obyvatel mytické pastýřské země Arkádie.
V období renesance získává ekloga podobu pastýřské romance (Jacopo Sannazaro, Edmund Spenser) a často je prozaická (Philip Sidney). V 18. století v době rokoka ztrácí ekloga přímou asociaci s pastýřským životem, ale vždy obsahuje touhu po venkovské selance. Později se ekloga rozpouští v idylicky laděné přírodní a erotické lyrice a objevuje se jen v názvech literárních děl a v odkazech v jejich textech.
V české literatuře se objevuje ekloga jako samostatný oddil ve Zdoroslavíčku v kratochvilném hájíčku postaveném (1665) od Felixe Kadlinského. Objevuje se rovněž v raném obrozeneckém písemnictví v souvislosti s rokokovým idylismem (Václav Thám, Antonín Jaroslav Puchmajer, Václav Hanka a další). Nejvýznamnějším zhodnocením tohoto žánru jsou pak Eklogy a písně (1880) od Jaroslava Vrchlického, které evokují opojný pocit souznění člověka s přírodou.